# Selkäsaari (ö i Lappland, Östra Lappland, lat 66,06, long 28,26)
Selkäsaari är en ö i Finland. Den ligger i sjön Yli-Kitka och i kommunen Posio i den ekonomiska regionen  Östra Lapplands ekonomiska region  och landskapet Lappland, i den norra delen av landet, 700 km norr om huvudstaden Helsingfors. Öns area är 2,6 hektar och dess största längd är 290 meter i öst-västlig riktning.